# تفوح
تفُّوح بلدة فلسطينية تقع على بعد6 كم للغرب من مدينة الخليل ويحد بلدة تفوح من الشرق مدينة الخليل، ومن الغرب بلدة
إذنا، ومن الشمال بلدة بيت كاحل، ومن الجنوب بلدة دورا.

## لمحة تاريخية
مساحتها 20300 دونماً مرتفعة 850م عن سطح البحر وكانت تقوم بلدة «بيت تفوح» بمعنى «بيت التفاح» الكنعانية على موقع هذه القرية وتعتبر أقدم قريه فلسطينيه.[بحاجة لمصدر]
وفي أيام الرومان كان موقعها حصيناً و«الخليل» أقرب بلدلها وتعد من أقدم البلدن بعد اريحا.[بحاجة لمصدر]
لقرية تفوح اراض في خربة جمرورة مساحتها «12103» دونمات منها 3 للطرق والوديان ولا يملك اليهود فيها أي شبر. غرس الزيتون في «990» دونماً. وتحيط بالأراضي المذكورة اراضي الخليل وبيت كاحل ودورا وترقوميا.

## السكان
كان في تفوح عام 1922م (461) نسمة وفي إحصاءات 1931م بلغوا 580: 302 ذ. و278 ت. لهم 124 بيتاً وفي عام 1945م قدروا بـ780 مسلماً وفي إحصاءات عام 1961م ضمت القرية 1282 شخصاً: 661 ذ. و621 ث.
وبعد نكبة عام 1948م تأسست في تفوح مدرستان ابتدائيتان: واحدة للذكور ضمت 155 طالباً و35 طالبة والثانية للبنات جمعت 52 طالبة (إحصاءات عام 1966 ـ 1967 المدرسي).
بلغ عدد سكان بلدة تفوح حسب الجهاز المركزي للاحصاء الفلسطيني 17,733 نسمة في العام 2021 .

## الاماكن الدينية والأثرية
يوجد في بلدة تفوح العديد من المساجد، ومنها: مسجد تفوح الكبير، المسجد العمري، مسجد الغرباء، مسجد حطين، مسجد المجاهدين، مسجد الهدى، مسجد المرابطين، مسجد المعتصمين، مسجد النور، ومسجد اسطاس.
وتفوح بلدة قديمة، ولها أهمية تاريخية وأثرية كبيرة، حيث أظهرت الحفريات في البلدة أثارا تعود إلى 3000 سنة قبل الميلاد، أي من زمن الكنعانيين وحتى عصر الإمبراطورية الروماني وكانت البلدة ومازالت محاطة بجدار روماني اثري. فضلا عن
وجود العديد من المواقع الأثرية والتاريخية، التي تم اآتشافها في البلدة، إلا أن هذه الاماكن غير مستغلة سياحيا.
ومن هذه المواقع: قبور شهداء قديمة، سجن روماني، قاعة محكمة رومانية، دير قديم جدا، بقايا كنائس رومانية قديمة، كما تم اكتشاف كهوف تعود إلى العصر الكنعاني، موجودة في شمال البلدة، في خربة اسطاس، وخربة الخماجات، ووسط البلدة.
بالإضافة إلى ذلك يوجد العديد من المواقع الإسلامية القديمة في تفوح، ومنها مقام الشيخ عبد القادر)أحد قادة الحامية الإسلامية،بقيادة عمرو بن العاص(، ومقام الشيخ حسين. )

## قطاع المؤسسات والخدمات
تعتبر البلدية هي المؤسسة الرئيسة في بلدة تفوح، وقد تأسست عام 1996. وتقوم البلدية بتقديم الخدمات العامة للسكان مثل المياه، الكهرباء، النفايات الصلبة، إصدار تراخيص الأبنية، وخدمات أخرى. وبالإضافة إلى البلدية، يوجد في بلدة تفوح
المؤسسات التالية:
- لجنة زكاة وصدقات تفوح: تأسست عام 1995 ، وتضم تسعة أعضاء، وتقدم خدمات الرعاية الاجتماعية للسكان،
- وتوزيع أموال الزكاة والصدقات على المحتاجين والفقراء.
- جمعية تفوح الخيرية: تأسست عام 1980، وتقدم الخدمات الصحية والتعليمية للسكان.
- مركز تفوح للثقافة والفنون.
- جمعية الإسراء لذوي الاحتياجات الخاصة.
- نادي تفوح الرياضي: تأسس عام 1982، ويقدم خدمات التربية البدنية، وبرامج ثقافية للشباب في البلدة.